# Buskruitverraad

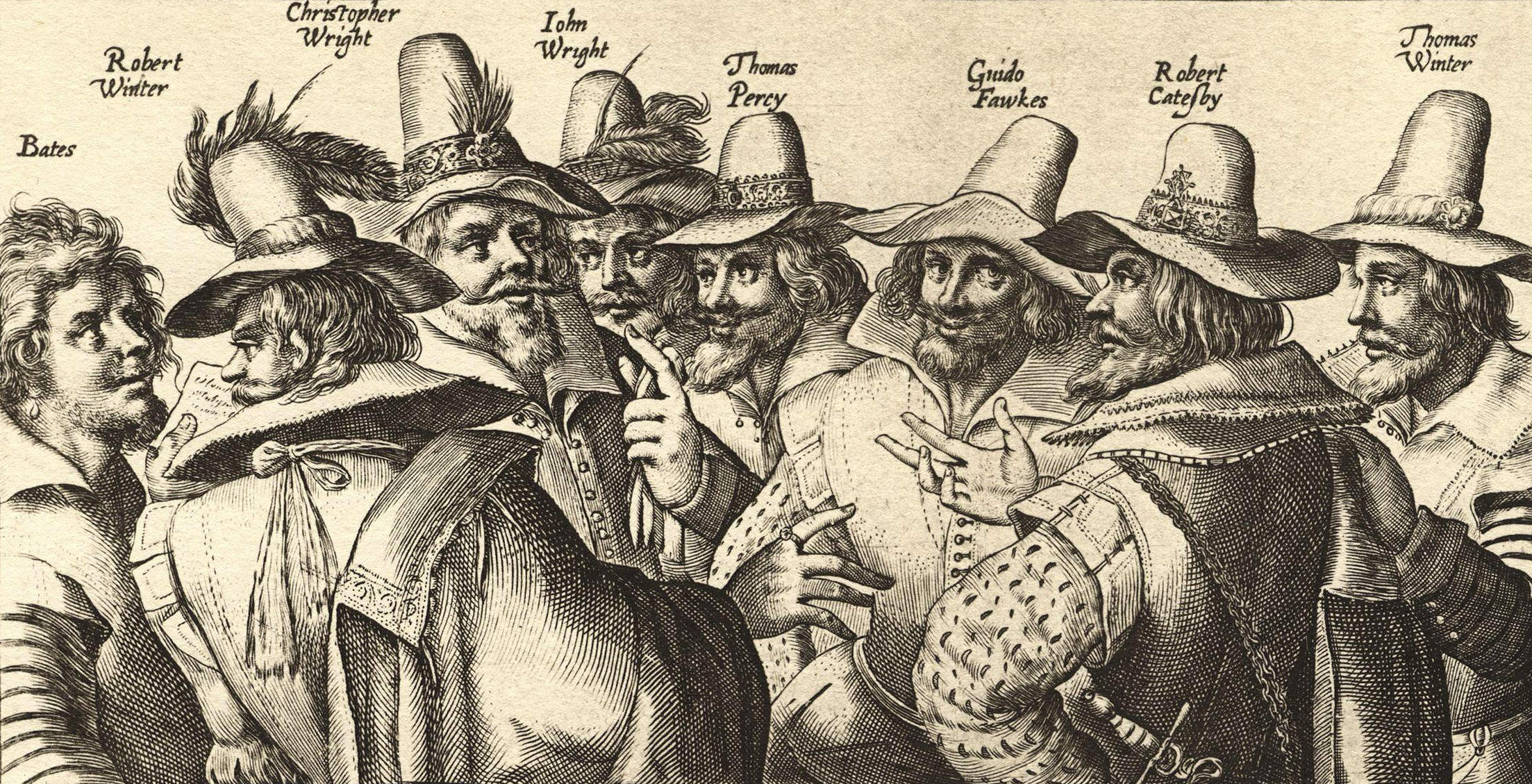
De samenzweerders (Robert Catesby is tweede en Guy Fawkes is derde van rechts) op een ets van Crispijn van de Passe

Het buskruitverraad (Engels: Gunpowder Plot) van 5 november 1605 is een samenzwering in de Engelse geschiedenis.
Een groep rooms-katholieken probeerde onder leiding van Robert Catesby in één klap de protestantse koning Jacobus I van Engeland, zijn familie en een groot deel van de aristocratie te doden door een bom te plaatsen in het paleis van Westminster. De aanslag zou worden uitgevoerd door Guy Fawkes. Men beweerde dat de Spaanse troon en de jezuïeten bij het complot betrokken waren.
Het complot werd ontdekt door de katholieke Lord William Parker, 4de baron van Monteagle, een vriend van Guy Fawkes, die op 26 oktober een waarschuwingsbrief had ontvangen om niet naar het parlement te komen. De kelders werden doorzocht en men vond er het buskruit dat bestemd was voor de aanslag. De samenzweerders en hun leider werden gevonnist op 27 januari 1606 en vier dagen later, op 31 januari, in Westminster opgehangen en gevierendeeld.

## Herdenking
De verijdeling van het buskruitverraad wordt in Engeland nog altijd op 5 november (Guy Fawkes Night) gevierd. In South West England wordt het gevierd in het carnavaleske festival West Country Carnival, met optochten van uitbundig verlichte carnavalswagens.

## Liederen
Remember, remember the fifth of November,
gunpowder treason and complot,
I know of no reason why gunpowder treason
should ever be forgot.
Guy Fawkes, Guy Fawkes,
It was his intent
to blow up the King and the Parliament.
Three score barrels of powder below,
Poor old England to overthrow:
By God's providence he was catch'd
With a dark lantern and burning match.
Holloa boys, holloa boys, make the bells ring.
Holloa boys, holloa boys, God save the King!
Hip hip hoorah!
Herinner, herinner de vijfde van november,
buskruitverraad en plot,
Ik zie geen reden waarom het buskruitverraad
ooit vergeten zou moeten worden.
Guy Fawkes, Guy Fawkes,
Het was zijn voornemen
de Koning en het Parlement op te blazen.
Drie keer twintig vaten met buskruit beneden,
Om het arme oude Engeland omver te werpen:
Door Gods voorzienigheid werd hij gepakt
Met een donkere lantaarn en een brandende lucifer.
Holloa jongens, holloa jongens, laat de klokken luiden.
Holloa jongens holloa jongens, God bescherme de Koning!
Hiep hiep hoera!
Het volgende vers werd vroeger ook altijd gezongen op Guy Fawkesdag, maar vanwege de inhoud viel het uit de smaak
A penny loaf to feed the Pope.
A farthing o' cheese to choke him.
A pint of beer to rinse it down.
A faggot of sticks to burn him.
Burn him in a tub of tar.
Burn him like a blazing star.
Burn his body from his head.
Then we'll say ol' Pope is dead.
Hip hip hoorah!
Een goedkoop brood voor de Paus.
Een stuk kaas om hem te laten stikken.
Een pint bier om het weg te spoelen.
Een bundel stokken om hem te verbranden.
Verbrand hem in een teerton.
Verbrand hem als een brandende ster.
Brand het lichaam van zijn hoofd af.
Dan zullen we zeggen De Ouwe Paus is dood.
Hiep hiep hoera!

## Trivia
- In de strip V for Vendetta en de verfilming wordt deze gebeurtenis meerdere malen aangehaald.
- Tegenwoordig wordt het Guy Fawkes-masker bij protesten gedragen als teken van verzet tegen de autoriteiten.